# Empis consobrina
Empis consobrina är en tvåvingeart som beskrevs av Syrovatka 1983. Empis consobrina ingår i släktet Empis och familjen dansflugor. Inga underarter finns listade i Catalogue of Life.